# Alignement de Crucuny
L'alignement de Crucuny est un alignement mégalithique situé à Carnac, dans le Morbihan en France.

## Localisation
L'alignement est situé à une dizaine de mètres à l'est de la route RD768, à environ 380 m à vol d'oiseau au nord-est du hameau de Ty-et-Go et environ 400 m à l'ouest du hameau de Crucuny.

## Historique
L'alignement est classé au titre des monuments historiques par l'arrêté du 9 février 1940

## Description
L'alignement est composé de cinq menhirs de petite taille (taille moyenne inférieure à 1 m). Cet ensemble est globalement orienté suivant un axe sud-ouest - nord-est.